# Alberto Monreal Luque
Alberto Monreal Luque (Madrid, 1928 - ibidem, 2014) était un économiste, statisticien, haut fonctionnaire, homme politique et administrateur d’entreprise espagnol. 
Économiste de formation, il faisait carrière dans l’administration d’État avant d’être nommé par Franco en 1969 à la tête du ministre des Finances, puis d’en être abruptement limogé en 1973 après avoir proposé une réforme fiscale. Dans les dernières années du franquisme et pendant la transition démocratique, il s’impliqua dans les diverses tractations en vue de la mise sur pied d’une ample coalition démocrate chrétienne espagnole, mais se vit partiellement ostracisé (et écarté des listes électorale) par ses alliés politiques en raison de son passé collaborationniste avec le régime franquiste.

## Biographie

### Origines familiales et formation
Issu d’une famille de la classe moyenne (son père exerçait le métier d’expert en bâtiment), Monreal Luque obtint une licence en sciences économiques à l’université de Madrid, où il soutint ensuite une thèse de doctorat. Il compléta sa formation à l’Institut d’économie de Rotterdam, avant de se voir confier un poste de professeur adjoint à la faculté des Sciences économiques de Madrid. En 1954, il alla faire partie du Corps de statisticiens facultatifs, puis en 1956 du Corps supérieur de techniciens commerciaux et d’économistes de l’État. En 1959, il acquit le diplôme de l’École de statistique.

### Parcours politique

#### Tardofranquisme
Monreal Luque prit en 1965 la fonction de Secrétaire général technique auprès du ministère des Travaux publics et en 1968 celle de sous-secrétaire à l’Éducation et à la Science. De 1967 à 1971, il siégea comme procurateur (=député) aux Cortes franquistes, d’abord d’office (nato), à titre de membre du gouvernement, puis, pendant la législature suivante (entre 1971 et 1977), sur désignation directe du chef de l’État.
Le 29 octobre 1969, il fut nommé en remplacement de Juan José Espinosa San Martín à la tête du ministère des Finances, où il put bénéficier de l’efficace collaboration d’Enrique Fuentes Quintana, nommé par lui directeur de l’Institut d’études fiscales. En 1972, il chargea ledit Institut de rédiger un rapport en vue d’une future réforme fiscale (finalement mise en œuvre en 1977), rapport qui prit la forme du dénommé Livre vert. En juin 1973, Monreal Luque se rendit, accompagné de Fuentes Quintana, au palais du Pardo afin de présenter le projet de réforme à Franco ; alors que sur le moment il semblait être favorablement accueilli, le projet provoqua — concomitamment à l’arrivée de Carrero Blanco à la présidence de gouvernement — le limogeage immédiat de Monreal le 11 juin, et l’ordre fut même donné d’en détruire tous les exemplaires existants.
À partir de la deuxième moitié de la décennie 1960, et dans le strict cadre de la législation franquiste sur les associations politiques, quelques groupes se réclamant de la démocratie chrétienne, mais d’empreinte conservatrice marquée, commençaient à s’organiser. C’est alors que l’avocat monarchiste Alfonso Osorio se proposa de mettre sur pied une association politique, en escomptant y rallier Federico Silva Muñoz, qui jouissait d’un grand ascendant dans les cercles catholiques, et en dépit de ce que celui-ci ait adopté des positionnements idéologiquement plus conservateurs qu’Osorio. Dès avant celui-ci, Federico Silva lui-même avait tenté, avec le concours de Monreal Luque, de constituer une association, mais après l’échec de leur démarche, tous deux avaient pris le parti de joindre leurs forces à celles d’Osorio,. C’est ainsi qu’à partir d’une alliance entre, d’une part, les groupes possibilistes (croyant possible un compromis avec le régime) transfuges du mouvement Tácito et, d’autre part, ceux gravitant autour du tandem Silva-Monreal vit le jour l’Union démocratique espagnole (UDE), présentée lors d’une réunion publique le 17 mars 1975 à Madrid et dont les projets et les objectifs furent exposés par la voie d’un manifeste préalablement rédigé (avec la collaboration des juristes José Almagro Nosete et Víctor Mendoza Oliván) par Osorio et Monreal Luque, dans lequel ceux-ci déclaraient leur « intention de constituer une association politique dans le cadre offert par le statut [des associations politiques], sans rupture avec l’état de choses présent, mais avec le ferme propos de faire en sorte que la monarchie établie vienne présider un ordre démocratique ». L’UDE témoignait de la sorte clairement sa vocation monarchiste et son appui résolu à la figure de Juan Carlos, à qui il était référé par le terme de « descendant légitime », en évitant toute allusion à la légitimité de la monarchie en tant que dérivée des Lois fondamentales du régime. (Ces convictions monarchistes sont aussi attestées par le fait que lorsque le 22 novembre 1975, le prince héritier fut couronné roi sous le nom de Juan Carlos Ier, l’UDE émit un communiqué apportant son appui au nouveau roi « comme institution et comme personne » et exprimant l’espoir que « la Monarchie établie puisse, au sein d’un ordre démocratique, présider un système politique authentiquement représentatif et pluraliste »). Le même manifeste affirmait également le souhait de l’UDE que l’on puisse « parvenir, en accord avec les principes de l’éthique chrétienne, à un ordonnancement de notre collectivité dans la liberté, la justice et la solidarité » ; pour y atteindre, ils considéraient comme indispensable un pluralisme politique renforcé, une plus large participation de la société aux décisions politiques, l’intégration de l’Espagne dans les communautés européennes, une séparation effective entre l’Église et l’État, une justice indépendante, davantage de liberté dans la formation d’associations de travailleurs et d’entrepreneurs, et la reconnaissance de la singularité des différentes régions d’Espagne. Le programme politique de l’UDE présente des allures nettement réformistes, toutefois sans jamais invoquer le modèle économique, social ou culturel propre à la démocratie chrétienne.
Il fut décidé de créer au sein de l’UDE une Commission de coordination composée de dix membres choisis entre les 65 personnes qui avaient été à l’initiative du groupement, en évitant pour l’heure d’élire un chef. Parmi ces dix élus figuraient notamment Alfonso Osorio, Federico Silva et Monreal Luque. Ensuite, l’UDE, faisant part de son intention d’expansion nationale, se mit en quête des 25 000 signatures nécessaires à sa reconnaissance comme association politique et publia un manifeste. L’UDE réussit à s’implanter dans le pays par le biais des élites locales — maires ou personnalités de quelque poids social ou économique dans les municipalités —, desquelles maints fondateurs de l’UDE avaient su naguère s’assurer la fidélité lors de leurs campagnes pour une place de procurateur aux Cortes franquistes au titre du tercio familial.

#### Transition démocratique
Pendant la transition démocratique, l’UDE tenta de former une coalition avec le reste de l’opposition démocrate chrétienne espagnole, à quelle fin il fut pris contact avec des personnalités de l’EDCEE (Equipo Democratacristiano del Estado Español, dirigé par José María Gil-Robles), qui cependant regimbaient à s’allier à un groupe créé par des figures ayant collaboré avec la dictature, voire ayant été ministres de Franco, dont en particulier Silva Muñoz (mais étrangement sans mentionner cet autre ancien ministre franquiste qu’était Alberto Monreal, sans doute en raison de sa moindre stature dirigeante). L’unification des forces démocrates chrétiennes qu’appelait de ses vœux Osorio s’avérait donc malaisée, et l’on ne parvint, le 30 avril 1976, à conclure un pacte qu’avec la seule minuscule Unión Demócrata Cristiana de Jesús Barros de Lis, pour former la Confederación de la Democracia Cristiana, de faible efficacité opérationnelle et vouée à se dissoudre avec le temps. Quelques mois plus tard, le 23 septembre 1976, Osorio et d’autres membres de l’UDE se réunirent avec des dirigeants de la même Unión Demócrata Cristiana et du Parti populaire récemment fondé, dont entre autres Manuel Fraga, Cruz Martínez Esteruelas et Gonzalo Fernández de la Mora, pour tenter d’arriver à un accord d’action commune, dans la perspective éventuelle de former un « grand parti libéral-conservateur » s’adressant à ceux qui désiraient « une dose de continuisme et une dose de réforme », ; pourtant, sous cette formule refaisait surface l’antagonisme qui avait été le problème de l’UDE dès ses origines et qui opposait les deux grands courants dont on s’était jusque-là appliqué à garder sous le boisseau les divergences, à savoir : d’un côté, les fractions les plus enracinées dans le passé, liées au franquisme tant idéologiquement que personnellement (par l’exercice de charges politiques sur plusieurs décennies), et emmenées par Federico Silva, et de l’autre, le groupe d’orientation réformiste explicite, davantage tourné vers l’avenir, et pour qui une telle coalition n’avait jamais cessé d’être vue autrement que comme transitoire et instrumentale, dans l’attente d’une union avec ceux des membres se réclamant de l’opposition modérée en vue de la fondation d’un grand parti démocrate chrétien, groupe dont la figure principale était Alfonso Osorio, qui avait trouvé en Monreal Luque son fidèle collaborateur malgré sa proximité biographique avec la fraction silviste. Le 6 octobre 1976, lors d’une nouvelle réunion, longue et tendue, fut scellée la scission définitive de l’UDE en deux groupes, au vu de quoi il fut décidé de mettre aux votes le futur du mouvement : des 25 membres de la Commission, 13 (dont Monreal Luque) se dirent enclins à négocier avec les forces démocrates chrétiennes, tandis que 8 (dont Federico Silva) se montraient favorables au projet de « grand parti libéral-conservateur moderne » de Fraga. Au lendemain de cette défaite, les silvistes quittèrent l’UDE, Silva déclarant ne plus être disposé à « s’asseoir à nouveau à une même table avec Osorio et Monreal », et Monreal Luque affirmant pour sa part que « nul à l’UDE n’aurait redouté de parvenir à une entente solide avec Reforma Democrática, le groupe dirigé par monsieur Fraga, mais nous ne pouvions pas adhérer à un ensemble hétérogène d’idéologies singulières et de partis dans lequel au moins deux n’admettent pas le changement ». Pour Monreal Luque, face à un groupe dont l’« unique dénominateur commun [était] le passé franquiste [...], le plan de monsieur Osorio est limpide et ne cherche pas à créer de scissions, mais au contraire à rassembler un grand parti à orientation démocrate chrétienne »,. Les partisans de Silva s’en furent fonder Action démocratique espagnole (Acción Democrática Española, ADE) qui, le 21 octobre 1976, s’allia à d’autres formations pour — sous la direction de Fraga — créer Alliance populaire (Alianza Popular, AP). Pour sa part, l’UDE résiduelle se présenta publiquement comme parti politique à l’occasion d’un congrès le 18 décembre 1976, où par ailleurs furent définitivement choisis les dirigeants de la formation, à savoir Luis Angulo comme président et Monreal Luque comme secrétaire général.
Peu après, le projet se fit jour — notamment au sein du PP (Partido Popular, fondé en septembre 1976 pour créer une offre politique « à caractère populaire et d’inspiration chrétienne ») — d’unir toutes les forces de l’opposition modérée sous les espèces d’une formation politique centriste apte à faire front tant au néofranquisme d’AP qu’aux groupes de gauche. Le 10 janvier 1977, le PP accepta la fédération avec l’UDE telle que proposée par Osorio, sous la forme d’une coalition qui prit nom de Centro Democrático (CD, c’est-à-dire la même dénomination que celle adoptée par les démocrates chrétiens français après leur reconversion centriste) et fut officialisée le 19 janvier.
Cependant, au sein du nouveau parti, la division entre franquistes et antifranquistes ressurgit derechef, ces derniers manifestant leur rejet du franquisme en visant certaines personnes de l’UDE, spécialement le secrétaire général Monreal Luque. Quand fin février 1977 la question des futures listes électorales de la coalition commença à être abordée, les autres partis coalisés dans le CD jugèrent que le collaborationnisme de beaucoup de membres de l’UDE ne conférait pas à la coalition une image neuve et démocratique. Ces dissensions portèrent Monreal Luque à décider le 23 février 1977 que l’UDE quitte le CD, encore que finalement le Comité politique ne ratifia pas cette décision, Monreal Luque finissant alors par se résigner à se laisser reléguer au second plan pour préserver les bonnes relations avec le reste du CD,. Ce nonobstant, lorsqu’il s’agit de fixer définitivement les candidatures, l’UDE se trouva confrontée à un rejet généralisé. Pour y remédier, l’idée prit racine de fusionner l’UDE avec le Parti populaire démocrate-chrétien (Partido Popular Demócrata Cristiano, PPDC) pour légitimer la présence de l’UDE dans la coalition, le PPDC apportant aux yeux des autres membres du CD sa caution démocratique légitimement acquise par sa trajectoire dans l’opposition, tandis que l’UDE continuerait de fournir son ancrage social et ses bases de pouvoir,.

### Activité d’administrateur et récompenses
En 1974, après son départ comme ministre, Monreal Luque fut désigné président de la société de tabacs Tabacalera, S.A., poste qu’il allait occuper jusqu’en 1982. Il exerça comme directeur nommé d’office (nato) de l’Institut latino-américain de droit fiscal, et était membre du conseil d'administration de la Banco de Crédito Local (banque ayant existé de 1925 à 1991) ainsi que de la fondation Humanismo y Democracia.
Parmi ses nombreuses distinctions méritent en particulier mention la Grand Croix de l’ordre de Charles III et celle de l’ordre d'Alphonse X le Sage.